# 长虹街道 (天津市)
长虹街道，是中华人民共和国天津市南开区下辖的一个乡镇级行政单位。

## 行政区划
长虹街道下辖以下地区：
光明路社区、雅云里社区、翰园里社区、雅美里社区、建华里社区、平陆东里社区、东王台社区、幸福南里社区、广灵里社区、华美里社区、天香水畔社区、雅园里社区和盛达园社区。